# 23. децембар
23. децембар (23. 12.) је 357. дан године по грегоријанском календару (358. у преступној години). До краја године има још 8 дана.

## Догађаји
- 1588 — Током заседања Скупштине сталежа у дворцу Блоа, по налогу француског краља Анрија III, убијене су вође Католичке лиге Анри од Гиза и његов брат Луј II, кардинал од Гиза.
- 1832 — Француска је заузела Антверпен и присилила Холандију да призна независност Белгије.
- 1861 — Турска је прихватила уједињење Влашке и Молдавије, Дунавских кнежевина под њеним суверенитетом, у једну државу под називом Румунија.
- 1876 — Почела је Цариградска конференција о стању у Османском царству након избијања Херцеговачког и Априлског устанка.
- 1920 — Француска и Велика Британија су одобриле конвенцију којом су утврђене границе Сирије и Палестине.
- 1938 — Јужноафрички рибари су у Индијском океану уловили први живи примерак целеканта, за који се веровало да је изумро током креде.
- 1943 — Врховна команда савезничких снага за Средоземље и Национални комитет ослобођења Југославије постигли су у Другом светском рату споразум о прихватању југословенских избеглица и њиховом пребацивању у северну Африку.
- 1947 —
- 1948 — У Токију су погубљени бивши јапански премијер Хидеки Тоџо и још шесторица бивших високих функционера, које је Међународни војни суд осудио на смрт због злочина против човечности у Другом светском рату.
- 1949 — Донето је Упутство о оснивању и раду радничких савета
- 1963 — На грчком путничком броду "Лаконија", захваћеном пожаром после експлозије у северном Атлантику, погинуло је 128 људи, а 908 је спашено пре потонућа брода 29. децембра.
- 1964 — Веома снажан циклон на Цејлону (Шри Ланка) проузроковао је смрт најмање 2.000 људи.
- 1972 — У земљотресу који је погодио главни град Никарагве Манагву погинуло је 7.000 људи.
- 1989 — САД су ојачале своје трупе од 24.000 војника у Панами са још 2.000 да би савладале неочекивано јак отпор присталица бившег панамског премијера генерала Мануела Антонија Норијеге.
- 1990 — Словенци су се на плебисциту изјаснили за издвајање из СФР Југославије.
- 1994 — Република Српска и босанска влада у Сарајеву, уз посредовање бившег председника САД Џимија Картера, потписале су четворомесечно примирје које ће ступити на снагу 1. јануара 1995.
- 1995 — У индијском граду Дабали, северно од Њу Делхија, у пожару који је избио у свечаној сали за време школске забаве живот је изгубило 538 људи, међу којима највећи број деце између пет и 14 година.
- 2000 — На првим парламентарним изборима у Србији након одласка са власти Слободана Милошевића почетком октобра, убедљиву победу однела је Демократска опозиција Србије.
- 2001 — Нигеријски државни тужилац, Бола Иге, убијен је у својој кући у месту Ибадан у југозападној Нигерији.
- 2003 — У експлозији на налазишту природног гаса, на југозападу Кине, погинула је најмање 191 особа, а око 16.000 људи је евакуисано.
- 2008 — У војном удару збачена је влада Гвинеје неколико сати након смрти дугогодишњег председника Лансане Контеа.

## Рођења
- 1777 — Александар I Павлович, руски цар (1801—1825). (прем. 1825)[1]
- 1790 — Жан Франсоа Шамполион, француски научник, филолог и оријенталиста, оснивач египтологије. (прем. 1832)[2]
- 1805 — Џозеф Смит, амерички верски вођа, оснивач покрета Светаца последњих дана. (прем. 1844)[3]
- 1876 — Стеван Алексић, српски сликар. (прем. 1923)[4]
- 1918 — Хелмут Шмит, немачки политичар, 5. канцелар Западне Немачке (1974—1982). (прем. 2015)[5]
- 1921 — Шарл Мило, француски глумац југословенског порекла. (прем. 2003)
- 1929 — Чет Бејкер, амерички џез музичар, најпознатији као трубач и певач. (прем. 1988)[6]
- 1933 — Акихито, јапански цар (1989—2019).[7]
- 1936 — Фредерик Форест, амерички глумац. (прем. 2023)
- 1936 — Инго Милер , немачки академик и инострани члан састава Српске академије наука и уметности.[8]
- 1943 — Елизабет Хартман, америчка глумица. (прем. 1987)[9]
- 1946 — Џон Саливан, енглески сценариста. (прем. 2011)[10]
- 1948 — Наталија Нарочницка, руска историчарка, политиколог и стручњак за међународне односе, инострани члан састава Српске академије науке и уметности.[11]
- 1950 — Висенте дел Боске, шпански фудбалер и фудбалски тренер.[12]
- 1954 — Брајан Тичер, амерички тенисер.[13]
- 1964 — Еди Ведер, амерички музичар, најпознатији као певач и гитариста групе Pearl Jam.[14]
- 1967 — Карла Бруни, италијанско-француска музичарка, глумица и модел.
- 1968 — Мануел Ривера Ортиз, порторикански фотограф.[15]
- 1968 — Јернеј Шугман, словеначки глумац. (прем. 2017)[16]
- 1971 — Кори Хејм, канадски глумац. (прем. 2010)[17]
- 1975 — Били Томас, амерички кошаркаш.[18]
- 1978 — Естела Ворен, канадска пливачица, глумица и модел.[19]
- 1978 — Слободан Соро, српско-бразилски ватерполо голман.
- 1982 — Беатрис Луенго, шпанска глумица, певачица и плесачица.
- 1983 — Блејк Шилб, америчко-чешки кошаркаш.[20]
- 1997 — Лука Јовић, српски фудбалер.[21]
- 2002 — Фин Вулфхард, канадски глумац и музичар.

## Смрти
- 484 — Хунерих, краљ Вандала и Алана.[22]
- 1834 — Томас Роберт Малтус, енглески демограф и економиста[23]
- 1953 — Лаврентиј Берија, бивши шеф злогласне совјетске политичке полиције НКВД. (рођ. 1899)
- 1961 — Курт Мајер, немачки SS-Brigadenführer (еквивалент генерал-мајор) и други командант 12. СС оклопне дивизије „Хитлерјугенд“ која је под његовом командом стекла изузетну славу.[24]
- 1972 — Андреј Николајевич Тупољев, совјетски конструктор авиона.[25]
- 1997 — Тоширо Мифуне, јапански глумац.[26]
- 2001 — Бола Иге, нигеријски државни тужилац.
- 2004 — Нарасима Рао, председник владе Индије[27]
- 2013 — Михаил Калашњиков, руски конструктор оружја и Херој Руске Федерације[28]
- 2016 — Весна Вуловић, стјуардеса у ЈАТ-у[29]

## Празници и дани сећања
- Српска православна црква данас прославља
  - Свети мученици Мина и други
  - Свети Јован, деспот Српски